# La Chapelle (film)
Pour les articles homonymes, voir La Chapelle.
Pour plus de détails, voir Fiche technique et Distribution.
La Chapelle est un film congolais (République du Congo) réalisé par Jean-Michel Tchissoukou et sorti en 1979. C'est l'un des premiers films congolais d'après l'indépendance à s'être fait connaître internationalement. Le film constitue une description humoristique des tensions entre les religions africaines traditionnelles et l'Église catholique au Congo au début du XXe siècle.
Au Congo dans les années 1930, une mission catholique d’évangélisation s'est installée dans un village à une trentaine de kilomètres du chef-lieu de la région. Mais les habitants sont attachés à leurs traditions, et le chantier de la chapelle traîne en longueur. Le curé compte sur ses appuis parmi les autorités du village, le chef de village et le sacristain, pour tenter d'accélérer les choses. Entre le chef de village, le curé, l'instituteur et un jeune maître aux idées modernistes tout juste arrivé au village, un jeu politique se met en place, grâce auquel le curé compte bien étendre son influence.

## Synopsis
Après un chemin difficile à vélo où il finit par chuter, le curé arrive au village de Toulou pour célébrer le baptême et le mariage du chef. Il exclut le chef traditionnel Ta-Ganga qui se retire mécontent et demande la construction d'une chapelle qui permette de réunir toute la communauté, « un devoir impératif ». Le chef traditionnel, de son côté, tente de soigner par ses incantations un malade. L'instituteur, qui fait apprendre les affluents de la Seine à ses élèves, réprimande Atsono, la fille du chef qui n'a pas appris la leçon. Il se plaint d'être délaissé au profit de la construction de la chapelle. Quant au chef traditionnel Ta-Ganga, il interrompt Joachim, le sacristain, dans la répétition des leçons à l'école pour demander d'écouter la sagesse des ancêtres.
Adouki, adjoint à l'instituteur venant « du village où le soleil se couche », est très suivi par les jeunes, mettant en cause l'autorité du chef et de l'instituteur, lequel frappe Atsono qui arrive en retard, supposément à cause d'Adouki. Les travaux de la chapelle patinent, ce qui mécontente aussi le commandant. Le curé demande au chef de réprimander sa fille et Adouki, accusé de réunir les jeunes pour parler politique. Il leur conseille effectivement d'agir pour aider leurs parents aux champs plutôt que de construire une chapelle « qui n'apporte rien de plus au village ».
Ta-Ganga et le chef s'inquiètent pour la pérennité des traditions : il faut solliciter la protection des mânes. Sous la pression du chef, le village se remet à la construction de la chapelle.
L'instituteur coince Atsono au marigot et lui propose de l'épouser alors qu'elle se débat dans l'eau, menaçant de dénoncer sa relation avec Adouki à son père. La chapelle est terminée, mais l'instituteur, rejeté par une autre femme, pleure puis met le feu à la chapelle. Atsono, qui s'est réfugiée chez Adouki, passe la nuit avec lui. L'instituteur fait accuser Adouki d'avoir mis le feu mais Atsono révèle qu'elle était avec lui. Les miliciens le cherchent dans le village, en profitant pour piller et violer des femmes.
Le curé fait arrêter Ta-Ganga et brûler sa case et ses fétiches. Toutes les femmes se lamentent. L'instituteur explique son geste au chef par le mépris que lui témoignent les villageois. Il est arrêté par le curé qui exige que la chapelle soit reconstruite. Les miliciens mènent les suspects en dehors du village.

## Fiche technique
- Titre : La Chapelle
- Réalisation : Jean-Michel Tchissoukou
- Distribution : Cinémathèque Afrique (Institut Français)
- Pays :  République du Congo
- Format : 16 mm, couleur
- Durée : 80 minutes
- Date de sortie : 1979

## Distribution
- Alphonso Hernalsteen De Olivera
- Segolo Dia Manungu
- Albert M'Bou
- Gaston Samba

## Distinction
Le film remporte le Prix de l'authenticité africaine au Festival panafricain du cinéma et de la télévision de Ouagadougou (FESPACO) au Burkina Faso en 1981.